# Баянхутаг
Баянхутаг (монг. Баянхутаг) — сомон аймака Хэнтий в восточной части Монголии. Численность населения по данным 2010 года составила 1 656 человек.
Центр сомона — посёлок Баян, расположенный в 22 километрах от административного центра аймака — города Ундерхаан и в 353 километрах от столицы страны — Улан-Батора.

## География
Сомон расположен в восточной части Монголии. Граничит с соседними сомонами Батноров, Баянмунхе, Баян-Овоо, Галшар, Мурэн, Хэрлэн, а также с аймаком Сухэ-Батор. На территории сомона располагается гора Баянхутаг, протекает река Керулен, есть озёра Тарган-Цайдам, Давсан-Бадрах.

## Климат
Климат резко континентальный.

## Инфраструктура
В сомоне есть школа, больница, торговые и обслуживающие учреждения.

## Известные уроженцы
- Шагдарын Гонгор (1912—1992) — Герой Монгольской Народной Республики (1936).